# Dirk Schindelbeck

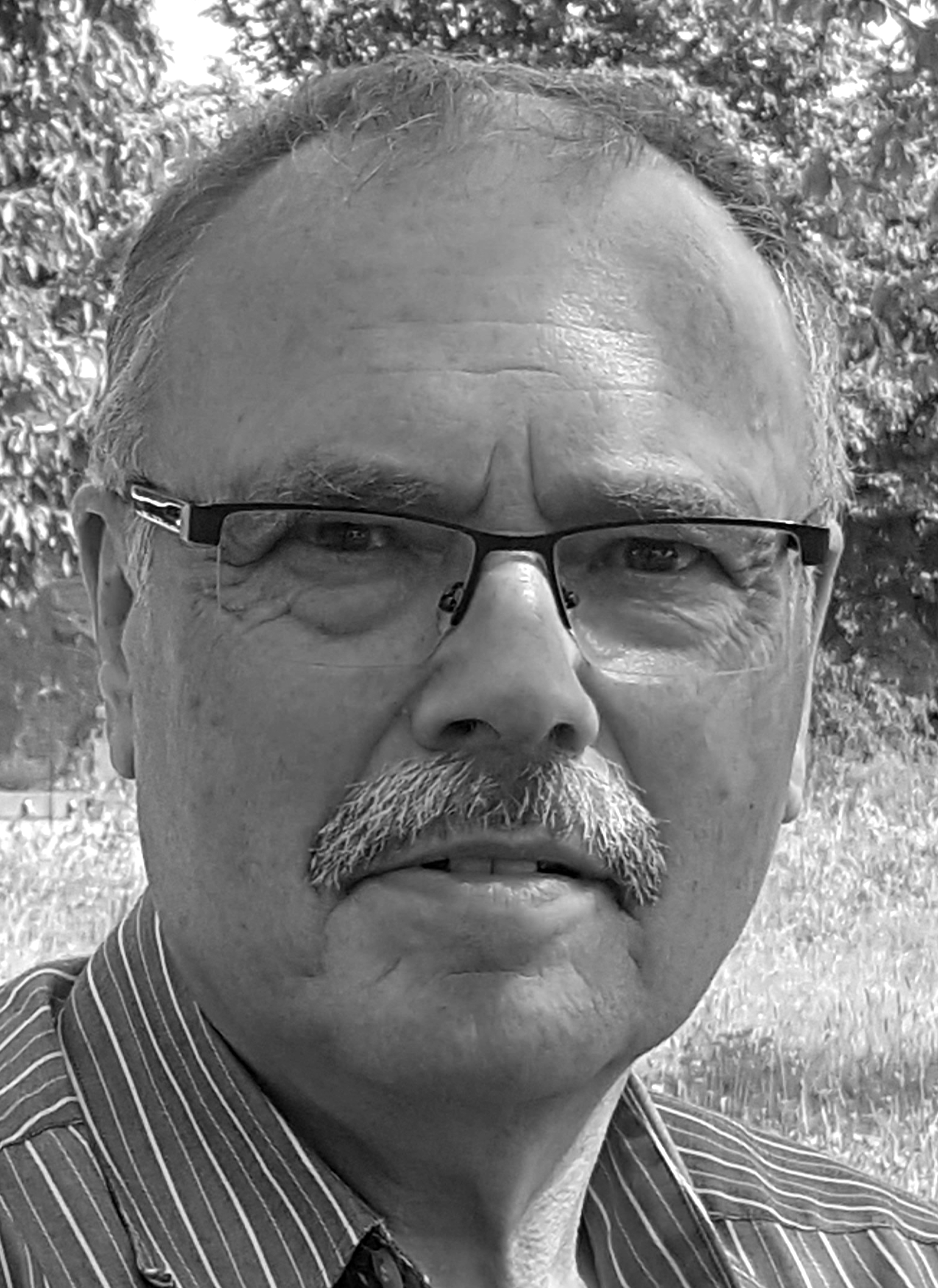
Dirk Schindelbeck (2021)

Dirk Schindelbeck (* 1952 in Unna, Westfalen) ist ein deutscher Autor.

## Leben
Dirk Schindelbeck studierte von 1973 bis 1983 an der Albert-Ludwigs-Universität in Freiburg Germanistik und Philosophie und promovierte 1987 mit einer Arbeit zur Gattungsgeschichte des neueren deutschen Sonetts. Von 1988 bis in Ende der 1990er Jahre arbeitete er eng mit den Historikern Rainer Gries und Volker Ilgen („Freiburger Autorenteam“) zusammen und engagierte sich von 1988 bis 1997 in der Bundesgeschichtswerkstatt. Seit 1997 hat er mehrere kulturhistorische Bücher gemeinsam mit Volker Ilgen veröffentlicht. Von 1992 bis 1998 war er im „DFG-Projekt Propagandageschichte Freiburg und Leipzig“ tätig, das sich mit Propaganda in der Zeit des Kalten Krieges befasst.
Seit 1998 ist er freier Autor sowohl im kulturhistorischen und populärwissenschaftlichen als auch im belletristischen Bereich. Er schreibt für das Geschichtsmagazin Damals und das Sammlermagazin Trödler, für belletristische Zeitschriften wie die sprachspielereien und für die Tagespresse. Er verfasst Beiträge für den Rundfunk sowie für Ausstellungskataloge und Firmenchroniken. Zudem schreibt er Lyrik. 
Zwischen Oktober 2013 und September 2016 arbeitete Schindelbeck für den BMBF-Forschungsverbund PolitCigs – Die Kulturen der Zigarette und die Kulturen des Politischen in Jena, Hamburg und Wien. Er war vom Sommersemester 2002 bis zum Wintersemester 2012/13 Lehrbeauftragter an der PH Freiburg (Institut für deutsche Literatur). Ebenfalls im Zeitraum von 2002 bis 2013 war er Chefredakteur der Zeitschrift Forum Schulstiftung der Schulstiftung der Erzdiözese Freiburg, Organ der freien katholischen weiterbildenden Schulen der Erzdiözese Freiburg. Zu Beginn der 2010er Jahre erforschte er die Erziehung im katholischen Waisenhaus Günterstal in der Nachkriegszeit.
Schindelbeck ist Mitglied in zwei Sprachgesellschaften: dem 1644 von Georg Philipp Harsdörffer gegründeten Pegnesischen Blumenorden und der Neuen Fruchtbringenden Gesellschaft zu Köthen/Anhalt.

## Ehrungen und Auszeichnungen
- 2008 Inge-Czernik-Förderpreis für Lyrik

## Publikationen (Auswahl)
- nano-sonett verrückt - gedrückt, EDITION SIGNAThUR, Dozwil CH 2024, 119 S., Illustrationen, Dirk Schindelbeck, ISBN 978-3-906273-73-0
- 800 Jahre Kloster Günterstal. Zisterzienserinnen, Seidenfabrikanten, Waisenkinder, Waisenhausstiftung Freiburg, Freiburg 2024, 60 S., Illustrationen, Karin Groll-Jörger, Dirk Schindelbeck, ISBN 978-3-0007-8998-4
- Wir gehen zum Gottlieb. Die Gottlieb-Lebensmittelmärkte 1871 bis 1992. 121 Jahre Einkaufsgeschichte im Südwesten, Schriftenreihe der Badischen Heimat, Band 18, Rombach 2022, 248 S., viele Abb., ISBN 978-3-7930-9978-9
- Notgeld. Zu schön es auszugeben, Jonas-Verlag, Ilmtal-Weinstraße 2021, 168 S., 253 Abb., ISBN 978-3-89445-584-2
- „…den armen Bedürftigen helfende Hände reichen…“. Der Freiburger Armenfonds vom Mittelalter bis in die Gegenwart, Stiftungsverwaltung Freiburg, Freiburg 2020, ISBN 978-3-00-064842-7
- Als die Zigarette giftig wurde. Ein Risiko-Produkt im Widerstreit, Kromsdorf 2017, Jonas-Verlag, 192 S. (mit Christoph Alten, Gerulf Hirt, Stefan Knopf, Sandra Schürmann, hg. von Rainer Gries und Stefan Rahner im Forschungsverbund PolitCigs Hamburg – Jena – Wien) ISBN 978-3-89445-529-3
- Die Welt in einer Zigarettenschachtel. Transnationale Horizonte eines deutschen Produkts, Kromsdorf 2017, Jonas-Verlag, 192 S. (mit Christoph Alten, Gerulf Hirt, Stefan. Knopf, Sandra Schürmann, hg. von Rainer Gries und Stefan Rahner im Forschungsverbund PolitCigs Hamburg – Jena – Wien), ISBN 978-3-89445-528-6
- Der aus Reklame Werbung machte. Johannes Weidenmüller. Werbewissenschaftler und Agenturgründer, Berlin 2016, ISBN 978-3-95894-024-6
- Hühneraugenpflaster im Reklamerausch. „Kukirol“, „Doktor Unblutig“ und die Werbung der zwanziger Jahre, Berlin 2015, ISBN 978-3-95894-005-5
- TROPFENFÄNGER & KREISENDE KOLBEN – DEUTSCHE MARKEN-SONETTE 2.0.15, mit Grafiken von Gerd Grimm und einem Sonettkranz als Poster, Dirk Schindelbeck / Alexander Rosner, Lavori-Verlag Freiburg, ISBN 978-3-935737-64-7
- Zigaretten-Fronten. Die politischen Kulturen des Rauchens in der Zeit des Ersten Weltkriegs (mit Christoph Alten, Gerulf Hirt, Stefan Knopf, Sandra Schürmann, hg. Von Rainer Gries und Stefan Rahner im Forschungsverbund PolitCigs Hamburg – Jena – Wien), ISBN 978-3-89445-496-8
- Wir waren nur verhandelbare Masse. Nachkriegsschicksale aus dem Waisenhaus in Freiburg-Günterstal. (Hrsg. von der Waisenhausstiftung Freiburg), ISBN 978-3-00-045038-9
- Das wirst Du nicht los, das verfolgt dich ein Leben lang! Die Geschichte des Waisenhauses in Freiburg-Günterstal (hg. Von der Waisenhausstiftung Freiburg), Freiburg 2014, ISBN 978-3-00-042653-7
- Gerd Grimm zum 100. Geburtstag: Mode. Mädchen, Metropolen, Freiburg 2010, ISBN 978-3-923288-73-1
- Entschleunigung. 19 Sonette, Hockenheim 2008, ISBN 3-934960-68-5
- Unsere Bank am Kaiserstuhl. 140 Jahre Kaiserstühler Volksbank. Ein historisches Lesebuch, Freiburg 2008 (zus. mit H. Siebold), ISBN 978-3-923288-67-0
- Eine Bank wie keine andere. 140 Jahre Volksbank Freiburg. Ein historisches Lesebuch, Freiburg 2007 (zus. mit H. Siebold), ISBN 978-3-923288-51-9
- Am Anfang war die Litfaßsäule. Illustrierte deutsche Reklamegeschichte, Primus Verlag/Wissenschaftliche Buchgesellschaft, Darmstadt 2006 (zus. mit V. Ilgen), ISBN 978-3-89678-284-7
- Marken, Moden und Kampagnen. Illustrierte deutsche Konsumgeschichte, Primus Verlag Darmstadt (zugleich Wissenschaftliche Buchgesellschaft Darmstadt) Darmstadt 2003, ISBN 3-89678-234-7
- „Haste was, biste was!“ Werbung für die soziale Marktwirtschaft, Wissenschaftliche Buchgesellschaft, Darmstadt 1999 (mit V. Ilgen), ISBN 3-89678-114-6
- Jagd auf den Sarotti-Mohr. Von der Leidenschaft des Sammelns, Fischer Taschenbuch-Verlag, Frankfurt 1997 (mit V. Ilgen), ISBN 3-596-13485-4
- „Ins Gehirn der Masse kriechen!“ Werbung und Mentalitätsgeschichte. Wissenschaftliche Buchgesellschaft Darmstadt, Darmstadt 1995 (mit R. Gries/V. Ilgen), ISBN 3-534-12675-0
- Gestylte Geschichte. Vom alltäglichen Umgang mit Geschichtsbildern. Verlag Westfälisches Dampfboot, Münster 1989, (mit R. Gries/V. Ilgen), ISBN 3-924550-36-0
- Die Veränderung der Sonettstruktur von der deutschen Lyrik der Jahrhundertwende bis in die Gegenwart. Verlag Peter Lang, Frankfurt/Bern/New York/Paris, 1987, ISBN 3-8204-9961-X

## Herausgeberschaften
- mit R. Gries, V. Ilgen: Geschichtsmarkt. Vergangenheiten als Markenprodukte (= Geschichtswerkstatt. Nr. 20). ergebnisse, Hamburg 1990.
- mit R. Gries, V. Ilgen: Werbung als Geschichte (= Geschichtswerkstatt. Nr. 25). edition Zeitlupe, Bonn 1992.
- mit Monika Gibas: „Die Heimat hat sich schön gemacht!“ 1959: Fallstudien zur deutsch-deutschen Propagandageschichte (= Comparativ. Zeitschrift für vergleichende Geschichtswissenschaft. Nr. 3/1994). Leipziger Universitätsverlag, Leipzig 1994.
- mit A. Weber: „Elf Freunde müsst ihr sein!“ Einwürfe und Anstöße zur deutschen Fußballgeschichte. Haug, Freiburg 1996.